# Jerry Nagel
Gerald Roland Nagel, detto Jerry (Chicago, 18 maggio 1928 – Chicago, 2 febbraio 1999), è stato un cestista statunitense, professionista nella NBA.

## Carriera
Venne selezionato dai Fort Wayne Pistons nel Draft BAA 1949.